# Sancharo
Sancharo (en georgiano: სანჩარო) o Sanchara (en ruso: Санчара; en abjasio: Санчара) es una aldea que pertenece a la parcialmente reconocida República de Abjasia, parte del distrito de Sujumi, aunque de iure pertenece al municipio de Sojumi de la República Autónoma de Abjasia de Georgia.

## Geografía
Sancharo se encuentra a 98 km de Sujumi. La aldea se administra desde el pueblo de Psju.

## Demografía
La evolución demográfica de Sancharo entre 1959 y 1989 fue la siguiente:
| 64                                                  | 11 |
| (Fuente: Population of Abkhazia since Soviet times) |    |

Antes de la guerra de Abjasia, la mayoría de la población local eran rusos.